# 梅護寺
梅護寺（ばいごじ）は、新潟県阿賀野市にある浄土真宗本願寺派の寺院。

## 歴史
承元年間（1207年 - 1211年）、蓮位房釈龍運の開基である。釈龍運は親鸞が越後国に配流された際に泊まった宿の主とも、公家広橋家の一族「広橋忠則」ともいわれている。
釈龍運は塩漬けの梅を親鸞に差し出すと、親鸞はこれを庭に植えた。すると芽を出して、一つの花に八つの実がなるようになった。これを「八房の梅」という。
また親鸞が退出する際に、別れを惜しみ数珠を桜の木に掛けた。すると数珠の房のように垂れ下がって咲くようになった。これを「珠数掛桜」という。この桜の主幹は既に枯れて、現在は支幹が支えている状態である。
これら「八房の梅」と「珠数掛桜」は「親鸞聖人越後七不思議」になっている。

## 文化財
- 梅護寺の珠数掛ザクラ（天然記念物 昭和2年4月8日指定）[6]

## 交通アクセス
- 京ケ瀬駅より徒歩25分。